# Adhémar Robert
Adhémar Robert (ou Aymar), mort le 1er décembre 1352 à Avignon, cardinal français, est issu de la vieille famille limousine des Robert de Lignerac. Cousin ou neveu du pape Clément VI, par sa mère, il est appelé le cardinal de Magnac.

## Biographie
Né à une date inconnue au château de Ligneyrac en Limousin, il est le fils d'Aimar II Robert, vicomte de Saint-Jal. Sa première éducation religieuse lui est octroyée par son frère aîné Bertrand, évêque de Montauban. Il poursuit ses études jusqu'à devenir docteur en droit civil et canon.
Cette formation lui permet de parvenir à toutes les dignités ecclésiastiques auxquelles il est appelé. Il est d'abord auditeur du cardinal Gaillard de la Motte, puis notaire apostolique et enfin auditeur au tribunal de la Rote vers 1330.
Sa parenté avec la famille des Roger lui vaut d'être créé cardinal au titre de Sainte-Anastasie par le pape Clément VI le 20 septembre 1342. Le pontife lui accorde maintes prébendes en Angleterre, en dépit de l'opposition du roi Édouard III.
Après avoir siégé comme juge lors du procès de canonisation de Yves Hélory de Kermartin (futur Saint Yves), il arbitre le différend entre Bertrand du Pouget, cardinal-légat à Bologne, et les habitants de cette cité. Puis il participe au procès contre Francesco degli Ordelaffi da Forlì en 1346.
Il meurt à Avignon le 1er décembre 1352 après avoir transmis ses biens à son frère Pierre, doyen de Saint-Germain-l'Auxerrois, maître des requêtes de l'hôtel du roi. Il repose à la Chartreuse de Villeneuve-lès-Avignon.
Contrairement à ce qu'affirme Francois Duchesne, à la suite des travaux de son père André Duchesne, il n’a jamais été élu évêque de Lisieux, évêque d'Arras, évêque de Thérouanne ou archevêque de Sens. Pour justifier son erreur, Duchesne le fait décéder le 25 février 1384, jour de la fête de la conversion de saint Paul, explique qu'il aurait été enterré dans sa cathédrale, près de l'autel principal et ajoute même que le Chapitre de Saint-Pierre de Lisieux commémorait au XVIIe siècle la date de sa mort chaque année.